# Arthur Hastings
Arthur Hastings kapitány kitalált szereplő Agatha Christie regényeiben. Társa és legjobb barátja Hercule Poirot-nak, a belga mesterdetektívnek. Először A titokzatos stylesi eset című regényben tűnik fel, majd több Poirot-novellában és regényben is, melyeknek nem csak szereplője, hanem narrátora is.
Hastings és Poirot karaktere szorosan összetartozik, csakúgy, mint Sherlock Holmesé és Watson doktoré. A történeteket általában ő is egyes szám első személyben meséli el, és Watsonhoz hasonlóan bátor, hűséges és romantikus, ám barátjához képest gyengébb képességű szereplő.

## Hastings kapitány élete
Hastings kapitány és Poirot Belgiumban találkoztak először, jó néhány évvel a A titokzatos stylesi eset című regény cselekménye előtt, bár az olvasók számára az említett mű jelenti az első találkozást. 1916-ban találkoztak újra, amikor Poirot menekültként Angliába költözött. Hastings – bár korántsem volt megáldva olyan kiváló képességekkel, mint barátja – sok ügy felderítésében segédkezett. Poirot szerint reménytelenül romantikus és érzelgős, sok esetben azonban Hastings egy-egy megnyilvánulásának segítségével jön rá a rejtély megoldására.
Hastings a tipikus angol gentleman megtestesülése, és mindig, minden körülmények között becsületes. Poirot-val ellentétben ő sosem folyamodik hazugságokhoz, és nincs ínyére az sem, ha mások holmijai között kell kutakodnia, vagy épp a leveleiket kell elolvasnia. Nagyon lovagias, azonnal a nők segítségére siet, és nagyon el tudja bűvölni egy-egy csinos hölgy. Bár híve a viktoriánus nézeteknek, miszerint mindenkinek csak a saját társadalmi osztályába tartozó emberrel kell összeházasodnia, mégis beleszeret a sötét hajú, akrobata Dulcie Duveenbe ("Hamupipőke") Az ijedt szemű lány című regényben. Később összeházasodnak, és Argentínában telepednek le.
Hastings többször is visszatér Argentínából, hogy meglátogassa barátját, és segédkezzen az újabb ügyek felderítésében. A titokzatos Négyes című regényben felesége, Dulcie, valamint barátja, Poirot élete is veszélybe kerül, ám amikor kettejük között választani kell, Hastings a barátját választja.
A Függöny című regényben utoljára találkozik az öreg, betegeskedő Poirot-val. Megtudjuk, hogy felesége, Dulcie meghalt Argentínában, akitől addigra négy gyermeke született: két fiú és két lány. Az egyik fia a haditengerészetnél szolgál, a másik megnősült és Argentínában gazdálkodik. Idősebb lánya, Grace férjhez ment egy katonatiszthez, akivel Indiában él, kisebbik lánya, Judith pedig Dr. John Franklin kutatóorvos felesége lett, és Afrikában élnek. Lehetséges, hogy Hastings újból megnősült, ahogy Poirot tanácsolta neki az utolsó kéziratában, ám ez a regényből már nem derül ki.

## Hastings alakítói
Hastings szerepét számos színész eljátszotta, többek között Robert Morley (Az ABC-gyilkosságok, 1965), Jonathan Cecil (Lord Edgware rejtélyes halála, 1985, Gloriett a hullának, 1986 és Tragédia három felvonásban, 1986), de a leghíresebb alakítója Hugh Fraser, aki a David Suchet főszereplésével készült Poirot-sorozatban (Agatha Christie's Poirot) alakította a karaktert.
A különböző filmfeldolgozások során előfordul, hogy Hastings azokban a történetekben is feltűnik, amelyekben eredetileg nem szerepel. Hastings kapitány (Hugh Fraser) magyar hangja a tévéfilmekben Barbinek Péter, míg a sorozatban Szacsvay László.

## Regények Hastings szereplésével
- A titokzatos styles-i eset (The Mysterious Affair at Styles, 1920)
- Az ijedt szemű lány (The Murder on the Links, 1923), magyarul "Gyilkosság a golfpályán" címmel is megjelent.
- A titokzatos Négyes (The Big Four, magyarul A "Négyek társasága" címmel is, 1927)
- Feketekávé (Black Coffee, 1930 - Agatha Christie színművét regénnyé átdolgozta Charles Osborne)
- Ház a világ végén (Peril at End House, magyarul A vörös sál címmel is, 1932)
- Lord Edgware rejtélyes halála (Lord Edgware Dies, legújabb kiadás Lord Edgware meghal címmel, 1933)
- Az ABC-gyilkosságok (The A.B.C. Murders, magyarul Poirot és az A.B.C. címmel is, 1936)
- A kutya se látta (Dumb Witness, magyarul címmel is, 1937)
- Függöny (Curtain, 1975)